# Einbrecher (Film)
Einbrecher ist ein deutscher Spielfilm der Ufa aus dem Jahr 1930 von Hanns Schwarz, der am 16. Dezember 1930 im Gloria-Palast (Berlin) uraufgeführt wurde. Das Genre des Films wird in der Titelsequenz als musikalische Ehekomödie angegeben.

## Handlung
Renée, die junge, attraktive Frau des älteren und reichen Puppenfabrikanten Dumontier, der selbst insbesondere sprechende Puppen erfindet, ist mit ihrer Ehe unzufrieden. Sie fühlt sich von ihrem Mann bevormundet. Gleichzeitig wird ihr von dem eleganten und charmanten, aber genauso ängstlichen und langweiligen Sérigny, der sich vor ihr gern als Held aufspielt, der Hof gemacht. Dumontier ist sich über die Lage völlig im Klaren und eröffnet Sérigny, dass er nach einem Mann für seine Frau suche, wenn er aber feststelle, dass sie ein Verhältnis haben sollte, würde er den Nebenbuhler sofort erschießen.
Nach einer Auseinandersetzung mit Dumontier nimmt Renée schließlich die Einladung Sérignys zu einem Rendezvous in seinem Pariser Liebesnest an. Schon bei ihrem Eintreffen wirkt sie zu Sérignys Unglück kühl und bleibt auch weiterhin distanziert. Dann taucht auch noch ein Einbrecher, Durand, auf, der ein kostbares Gemälde aus der Wohnung stehlen will. Durand ist der Typ Mann, für den Renée schwärmt. Er ist dreist, aber zielorientiert. Er ist ein Verbrecher, aber ein Gentleman. Der Einbrecher redet Renée ins Gewissen, für einen Feigling wie Sérigny doch nicht ihre Ehe aufs Spiel zu setzen, und macht Sérigny Vorwürfe, weil dieser in die Ehe eines Freundes einbreche und dessen Frau stehlen wolle, was viel schlimmer sei, als einem Unbekannten ein Gemälde zu stehlen. Nachdem der Einbrecher wieder verschwunden ist, verlässt die junge Frau ihren Verehrer in der Gewissheit, ihre Ehe gerettet zu haben.
Wenige Tage später kündigt sich bei Dumontier ein New Yorker Puppenhändler namens Hutkins an. Als dieser in Anwesenheit Renées und Sérignys eintrifft, erkennen die beiden den Einbrecher Durand. Dieser wirkt auf Renée abermals charmant, unkonventionell, dreist – kurz: überaus attraktiv, und so gelingt es ihm, sie zu einem heimlichen Treffen zu überreden. Als Dumontier bei diesem Treffen auftaucht, erschießt er den Nebenbuhler nicht, sondern gibt seine Frau aus der Einsicht, dass diese mit Durand einen Mann nach ihren Vorstellungen gefunden hat, frei.

## Hintergrund
Einbrecher war von der Ufa nach dem erfolgreichen Film Die Drei von der Tankstelle (1930) als neuer Sensationserfolg eingeplant, weshalb man viele Schauspieler dieses Filmes wieder engagierte. Von den Dreien von der Tankstelle fehlte nur Oskar Karlweis, die Hauptdarstellerin Lilian Harvey agierte wieder als die Hauptperson, Kurt Gerron ließ man wieder tanzen und Gertrud Wolle spielte dieses Mal die ernste Hortense. Mit Hanns Schwarz verpflichtete man einen Regisseur, unter dessen Regie das Traumpaar Fritsch/Harvey schon agiert hatte. Auch die anderen Gewerke sind hochkarätig besetzt: Die Musik stammt von Friedrich Hollaender, das Bühnenbild von Erich Kettelhut, Produzent ist Erich Pommer. Die Dreharbeiten fanden vom 25. August 1930 bis 7. Oktober 1930 in den Ufa-Ateliers Neubabelsberg, dem heutigen Studio Babelsberg in Potsdam, statt.
Der erwartete Erfolg blieb jedoch aus.

## Sonstiges
In dem Film wirkt auch Sidney Bechet mit einem musikalischen Auftritt, der dem im Palmensaal im Haus Vaterland nachempfunden ist, mit.
Bekannte Lieder: "Laß mich einmal deine Carmen sein" von Lilian Harvey; "Ich laß mir meinen Körper schwarz bepinseln" von Willy Fritsch; "Eine Liebelei so nebenbei" von Lilian Harvey und Willy Fritsch